# USS Charles F. Adams (DDG-2)
El USS Charles F. Adams (DDG-2) fue la cabeza de serie de los destructores de la clase Charles F. Adams de la Armada de los Estados Unidos. Fue puesto en gradas en 1958, botado en 1959 y asignado en 1960. Fue de baja en 1990.

## Construcción y características
Fue puesto en gradas el 15 de junio de 1958, botado el 8 de septiembre de 1959 y comisionado el 10 de septiembre de 1960. Fue de baja el 1 de agosto de 1990.